# Grand Prix Formule 1 van Spanje 1999
De Grand Prix Formule 1 van Spanje 1999 werd gehouden op 30 mei 1999 op Circuit de Catalunya.

## Verslag
Mika Häkkinen startte vanaf Pole-position en werd na de start gevolgd door teamgenoot David Coulthard.  Jacques Villeneuve had een goede start vanaf de zesde plaats en sloot als derde aan.  Villeneuve hield rondenlang de Ferrari's op waardoor Häkkinen en Coulthard een grote voorsprong op konden bouwen. Nadat Michael Schumacher via de pitstops Villeneuve had gepasseerd liep hij wel in op de beide Mclarens, maar niet genoeg om nog een bedreiging te zijn.  In de race werd slechts één keer op de baan ingehaald  en de eer was aan Damon Hill die Rubens Barrichello wist in te halen.

## Uitslag
| Positie | Nummer | Rijder                | Team               | Ronden | Tijd/Opgave       | Startplaats | Punten |
| ------- | ------ | --------------------- | ------------------ | ------ | ----------------- | ----------- | ------ |
| 1       | 1      | Mika Häkkinen         | McLaren-Mercedes   | 65     | 1:34:13.665       | 1           | 10     |
| 2       | 2      | David Coulthard       | McLaren-Mercedes   | 65     | +6.238            | 3           | 6      |
| 3       | 3      | Michael Schumacher    | Ferrari            | 65     | +10.845           | 4           | 4      |
| 4       | 4      | Eddie Irvine          | Ferrari            | 65     | +30.182           | 2           | 3      |
| 5       | 6      | Ralf Schumacher       | Williams-Supertec  | 65     | +1:27.208         | 10          | 2      |
| 6       | 19     | Jarno Trulli          | Prost-Peugeot      | 64     | +1 Ronde          | 9           | 1      |
| 7       | 7      | Damon Hill            | Jordan-Mugen-Honda | 64     | +1 Ronde          | 11          |        |
| 8       | 23     | Mika Salo             | BAR-Supertec       | 64     | +1 Ronde          | 16          |        |
| 9       | 9      | Giancarlo Fisichella  | Benetton-Playlife  | 64     | +1 Ronde          | 13          |        |
| 10      | 10     | Alexander Wurz        | Benetton-Playlife  | 64     | +1 Ronde          | 18          |        |
| 11      | 14     | Pedro de la Rosa      | Arrows             | 63     | +2 Rondes         | 19          |        |
| 12      | 15     | Toranosuke Takagi     | Arrows             | 62     | +3 Rondes         | 20          |        |
| NF      | 20     | Luca Badoer           | Minardi-Ford       | 50     | Spin              | 22          |        |
| NF      | 22     | Jacques Villeneuve    | BAR-Supertec       | 40     | Versnellingsbak   | 6           |        |
| NF      | 12     | Pedro Diniz           | Sauber-Petronas    | 40     | Transmissie       | 12          |        |
| NF      | 17     | Johnny Herbert        | Stewart-Ford       | 40     | Transmissie       | 14          |        |
| NF      | 8      | Heinz-Harald Frentzen | Jordan-Mugen-Honda | 35     | Aandrijving       | 8           |        |
| NF      | 11     | Jean Alesi            | Sauber-Petronas    | 27     | Transmissie       | 5           |        |
| NF      | 5      | Alessandro Zanardi    | Williams-Supertec  | 24     | Versnellingsbak   | 17          |        |
| NF      | 18     | Olivier Panis         | Prost-Peugeot      | 24     | Versnellingsbak   | 15          |        |
| NF      | 21     | Marc Gené             | Minardi-Ford       | 0      | Versnellingsbak   | 21          |        |
| DQ      | 16     | Rubens Barrichello    | Stewart-Ford       | 64     | Gediskwalificeerd | 7           |        |

## Statistieken
| Pole-position | Mika Häkkinen      | McLaren-Mercedes | 1:22.088 |
| Snelste ronde | Michael Schumacher | Ferrari          | 1:24.982 |

1913 · 1923 · 1926 · 1927 · 1933 · 1934 · 1935 · 1951 · 1954 · 1967 · 1968 · 1969 · 1970 · 1971 · 1972 · 1973 · 1974 · 1975 · 1976 · 1977 · 1978 · 1979 · 1980 · 1981 · 1986 · 1987 · 1988 · 1989 · 1990 · 1991 · 1992 · 1993 · 1994 · 1995 · 1996 · 1997 · 1998 · 1999 · 2000 · 2001 · 2002 · 2003 · 2004 · 2005 · 2006 · 2007 · 2008 · 2009 · 2010 · 2011 · 2012 · 2013 · 2014 · 2015 · 2016 · 2017 · 2018 · 2019 · 2020 · 2021 · 2022 · 2023 · 2024 · 2025 · 2026